# Coppa Italia 2012-2013 (hockey su pista femminile)
La Coppa Italia 2012-2013 è stata la 13ª edizione della principale coppa nazionale italiana di hockey su pista femminile. Essa è stata organizzata dalla Federazione Italiana Hockey e Pattinaggio. La competizione ha avuto luogo il 19 maggio 2013.
Il trofeo è stato conquistato dal Bassano per la 1ª volta nella sua storia.

## Risultati
| Matera 19 maggio 2013, ore 10:00 CEST | Matera | 1 – 7 | Bassano | Palatenda |

| Matera 19 maggio 2013, ore 12:00 CEST | Bassano | 7 – 1 | SPV Viareggio | Palatenda |

| Matera 19 maggio 2013, ore 10:00 CEST | Matera | 5 – 1 | SPV Viareggio | Palatenda |

### Classifica finale
|  | Pos. | Squadra       | Pt | G | V | N | P | GF | GS | DR  |
|  | ---- | ------------- | -- | - | - | - | - | -- | -- | --- |
|  | 1.   | Bassano       | 6  | 2 | 2 | 0 | 0 | 14 | 2  | +12 |
|  | 2.   | Matera        | 3  | 2 | 1 | 0 | 1 | 6  | 8  | -2  |
|  | 3.   | SPV Viareggio | 0  | 0 | 0 | 0 | 2 | 2  | 12 | -10 |